# Миккильское
Ми́ккильское — озеро в Пряжинском районе Республики Карелия, Россия. Объём воды — 0,0103 км³. Площадь поверхности — 6,6 км². Площадь водосборного бассейна — 224 км².
Котловина ледникового происхождения.
Озеро круглой формы, мелководное, островов нет. Берега низкие, заболоченные, покрыты сосновым лесом. В озеро впадают четыре притока. Через озеро протекает река Миккильская, вытекающая из озера Крошнозеро (под названием Матчелица) и впадающая в Шотозеро.
Дно покрыто серо-зелёным илом. Прозрачность воды летом 0,2—0,6 м, зимой 0,8—1,4 м. Максимальная летняя температура поверхности 25,8 °C, в зимний период температуры придонных слоёв 2,2—2,6 °C, подлёдного слоя 1,2 °C. Замерзание озера происходит в последних числах октября, вскрытие в начале мая.
Заросли водной растительности представлены тростником, камышом, гречихой земноводной, кувшинкой и кубышкой.
В озере водятся лещ, плотва, ёрш, щука, окунь, ряпушка, подкаменщик и налим.
На восточном берегу находится деревня Миккелица. Вблизи располагается болото Миккельское — болотный памятник природы.